# Hikaru Kosaka
Hikaru Kosaka (小坂 光, Kosaka Hikaru), né le 21 octobre 1988 est un coureur cycliste japonais, membre de l'équipe Nasu Blasen. Il se distingue sur les courses effectuées aussi bien sur route qu'en cyclo-cross.

## Palmarès en cyclo-cross
- 2010-2011
  - 3e du Kansai Cyclo Cross Makino
- 2012-2013
  - 2e du championnat du Japon de cyclo-cross
- 2013-2014
  - 2e du championnat du Japon de cyclo-cross
  - 3e du Kansai Cyclo Cross Yasu
- 2014-2015
  - 2e du Kansai Cyclo Cross Makino
- 2015-2016
  - Tohoku CX Project Inawashiro Round
  - 2e du Kansai Cyclo Cross Makino
  - 2e du Rapha Nobeyama Supercross Day 2
  - 3e du championnat du Japon de cyclo-cross
- 2016-2017
  - TOHOKU CX Project Sagae Round
  - Rapha Supercross Nobeyama -Day 1, Minamimaki
  - 2e du Kansai Cyclo Cross Makino
  - 3e du championnat du Japon de cyclo-cross
- 2017-2018
  -  Champion du Japon de cyclo-cross
  - Ibaraki Cyclo-cross Toride round, Nakauchi
  - TOHOKU CX Project Inawashiro Round, Inawashiro
  - KANSAI Cyclo Cross MAKINO Round, Takashima
- 2018-2019
  - Sagae Round Tohoku CX Series, Sagae
  - ZAO-sama Cup Tohoku CX Series, Zaō
  - 3e du championnat du Japon de cyclo-cross
- 2019-2020
  - ZAO-sama Cup Tohoku CX Series, Zaō
  - 3e du championnat du Japon de cyclo-cross
- 2021-2022
  -  Champion du Japon de cyclo-cross